# Смоук Рајз (Алабама)
Смоук Рајз (енгл. Smoke Rise) насељено је место без административног статуса у америчкој савезној држави Алабама.

## Демографија
По попису из 2010. године број становника је 1.825, што је 75 (4,3%) становника више него 2000. године.
| Група             | 2000.         | 2010.         |
| Белци             | 1.720 (98,3%) | 1.777 (97,4%) |
| Афроамериканци    | 0 (0,0%)      | 9 (0,5%)      |
| Азијати           | 1 (0,1%)      | 1 (0,1%)      |
| Хиспаноамериканци | 4 (0,2%)      | 13 (0,7%)     |
| Укупно            | 1.750         | 1.825         |